# グッバイ・ジョー
『グッバイ・ジョー』（Joe the King）は1999年のアメリカ映画。
ヴァル・キルマー主演、俳優フランク・ホエーリーの初監督作品。

## 製作
フランク・ホエーリーは、本作で初監督・脚本を手がけ、サンダンス映画祭でウォルト・ソルトシナリオ製作賞を獲得した。
なお、ホエーリーとイーサン・ホークは『真夜中の戦場/クリスマスを贈ります』にて共演しており、本作の後も『チェルシーホテル』、『痛いほどきみが好きなのに』でも、共に作品に係わっている。

## ストーリー
ジョー（ノア・フレイス）は、父親が学校の用務員ということでいじめに合っていた。
友達からは「トイレ掃除」と言われ、教師からも暴言を浴びせられていた。
ジョーの父ヘンリー（ヴァル・キルマー）は、多額の借金を抱えていたが、酒におぼれ、あげく家族に暴力を振るう有様で、母のテレサ（カレン・ヤング）も毎日叱ってばかりだった。
そんな環境でも、ジョーは家計を助けるため、レストランでアルバイトをしながら、兄と支え合い暮らしていた。
やがて、学校と家庭のストレスから、ジョーはたまに怒りを爆発させたり、盗みを働くようになる。
問題児のレッテルを貼られたジョーに教師のレン（イーサン・ホーク）は、カウンセリングを行おうとするが、ジョーは心を開かない。
ある日、ジョーが帰宅すると、母が大切にしていたレコードが全て壊れされていた。
兄に聞くと、父が怒りまかせに割ったという。
ジョーは母のために、レコードを盗みに行くが発覚してしまう。
ついに鑑別所行きとなったジョーに、父母が最後に言葉をかける。

## キャスト
※括弧内は日本語吹替
- ジョー・ヘンリー：ノア・フレイス（堀越真己）
- ボブ・ヘンリー：ヴァル・キルマー（金尾哲夫[2]）
- テレサ・ヘンリー：カレン・ヤング（寺内よりえ）
- レン・コールズ：イーサン・ホーク（佐久田修）
- ジョージ：ジョン・レグイザモ（鳥海勝美）
- ウィンストン：オースティン・ペンドルトン
- バジル：カムリン・マンハイム
- ロイ：リチャード・ブライト